# Phymosia crenulata
Phymosia crenulata là một loài thực vật có hoa trong họ Cẩm quỳ. Loài này được (Brandegee) Fryxell miêu tả khoa học đầu tiên năm 1971.